# Christian Nielsen (żeglarz)
Christian Søren Nielsen (ur. 7 kwietnia 1873 w Kopenhadze, zm. 17 listopada 1952 tamże) – duński żeglarz, olimpijczyk, zdobywca srebrnego medalu w regatach na letnich igrzyskach olimpijskich w 1924 roku w Paryżu.

## Kariera sportowa
Na Letnich Igrzyskach Olimpijskich 1924 zdobył srebro w żeglarskiej klasie 6 metrów. Załogę jachtu Bonzo tworzyli również Knud Degn i Vilhelm Vett.